# 円地文子
円地 文子（えんち ふみこ、1905年（明治38年）10月2日 - 1986年（昭和61年）11月14日）は、日本の小説家。本名：圓地 富美（えんち ふみ）。上田萬年の二女。戯曲から小説に転じ、『ひもじい月日』で文壇に地位を確立。江戸末期の頽廃的な耽美文芸の影響を受け、抑圧された女の業や執念を描いて古典的妖艶美に到達。戦後の女流文壇の第一人者として高く評価された。『源氏物語』の現代語訳でも知られる。日本芸術院会員、文化功労者、文化勲章受章者。

## 来歴・人物

### 生い立ち
1905年10月2日、東京府東京市浅草区向柳原2-3（現・台東区浅草橋）に、父上田萬年（38歳）、母鶴子（29歳）の二女として生まれる。本名富美。家族は他に、父方の祖母いね（66歳）、兄寿（8歳）、姉千代（4歳）がおり、さらに女中、書生、兄の乳母、抱え車夫の夫婦などがいた。父萬年は東京帝国大学文科大学（後の文学部）国語学教授で、後に現代国語学の基礎の確立者と称される人物である。父母共に、歌舞伎や浄瑠璃を好み、幼少期から影響を受けて育った。それらは、江戸時代の頽廃芸術の流れを汲んだもので、「そこに育てられてきたものには性の倒錯も含まれていたと思われる」と後に円地は回想している。
1907年2歳の時に麹町区（現・千代田区）富士見町30に転居、祖母いねから『南総里見八犬伝』や『椿説弓張月』、『偐紫田舎源氏』、浄瑠璃、歌舞伎の台詞などを繰り返し聞かされて育ち、また、江戸下町に伝わる怪談や近世後期の種々の草双紙類の魅力に惹き入れられたことが、後の文学的素地を培った。6歳の時には下谷区（現・台東区）谷中清水町17に移った。
1912年4月、東京高等師範学校付属小学校二部（後の筑波大学附属小学校）に入学、当時は珍しかった男女共学のクラス（6年まで）であった。もっとも学校が遠いうえに、身体が弱く、3分の2ほどしか登校しなかったという。5、6年生の頃には『源氏物語』などの古典や谷崎潤一郎の小説を読み始め、歌舞伎にも親しんだ。
1918年4月、日本女子大学付属高等女学校（現在の日本女子大学附属高等学校）に入学、変わらず歌舞伎や小説に耽り、谷崎のほか泉鏡花や芥川龍之介、ワイルド、ポーなど物語性の強い作家、特に永井荷風に熱中した。しかし、校風に馴染めず、4年次終了と同時に退学。好きなものを自由に学びたいという希望から、以後は、英語を第一高等学校教授小椋晴次、大和資雄、イギリス人宣教師ミス・ボサンケットに、フランス語を一高教授杉田義雄に、漢文を学習院教授岡田正之に、それぞれ個人教授を受けて結婚前まで勉強し続けた。
1924年5月、慶応義塾ホールで小山内薫の講演を聴いて感銘を受け、戯曲を志すようになる。1926年9月、21歳の時に演劇雑誌『歌舞伎』の一幕物時代喜劇脚本懸賞募集に「ふるさと」が、小山内と岡本綺堂の選で当選（翌月掲載）。1927年2月小山内の演劇講座の聴講生となり、同人誌『劇と評論』に幾つか戯曲を書いた。

### 『女人藝術』

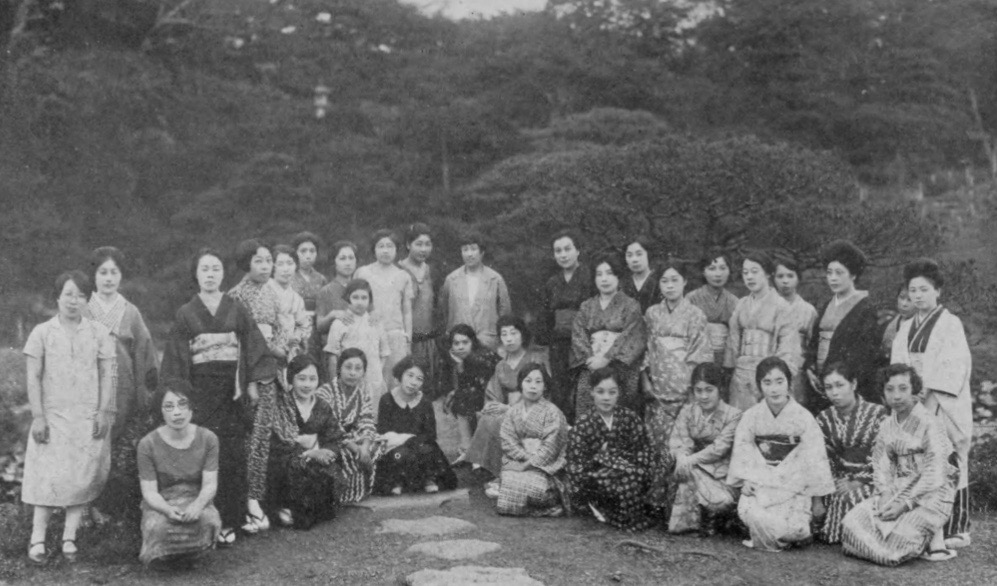
1929年6月28日、『女人藝術』誕生祭が小石川植物園で開かれた。
前列：八木秋子、英美子、北川千代、林芙美子、長谷川時雨、生田花世、戸川静子、堺真柄ら。
後列：島本久恵、円地文子、熱田優子、神近市子、今井邦子、板垣直子、大村嘉代子、弘津千代ら。

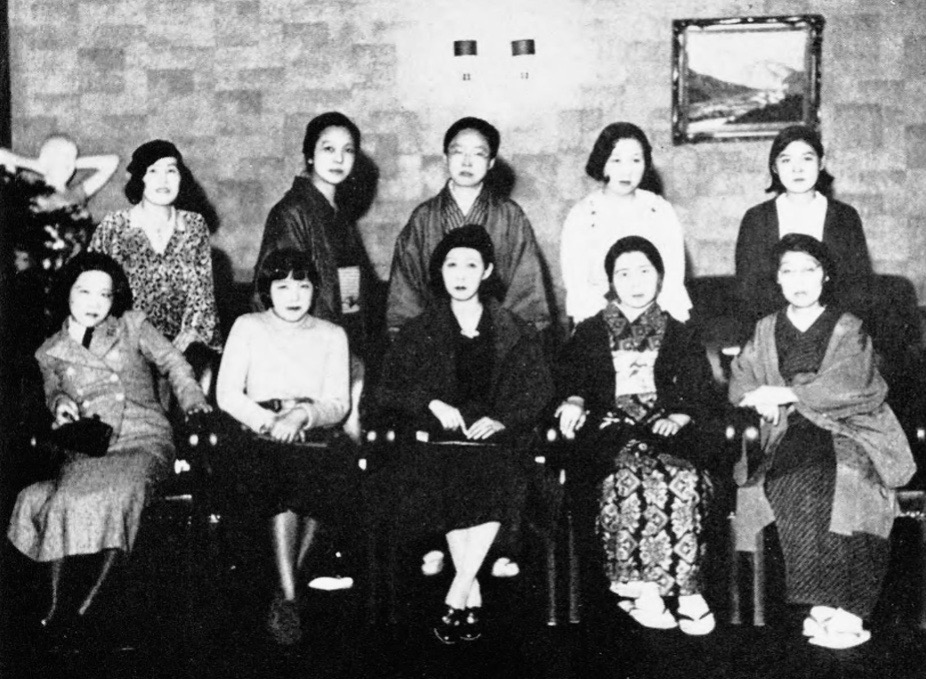
1934年4月16日、公開されて間もないアメリカ映画『生活の設計』について語る座談会が日比谷ダイビルのレインボーグリルで開かれた。
前列：林芙美子、三宅艶子、原信子、円地文子、長谷川時雨。
後列：長谷川春子、富本一枝、岡田禎子、松山房枝、松山みつえ。

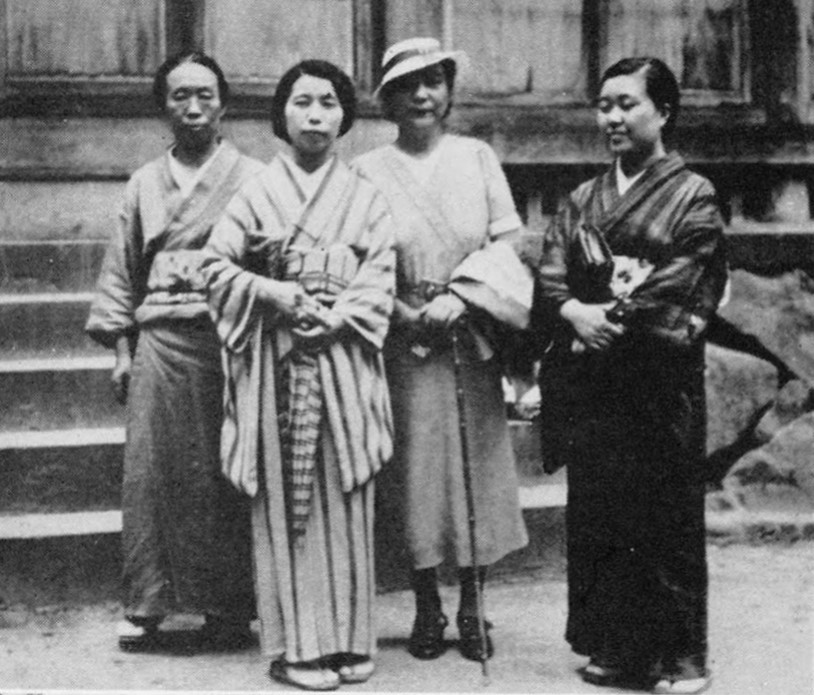
左から一人おいて、円地文子、神近市子、平林たい子。1937年頃、岩手県平泉町の中尊寺にて。

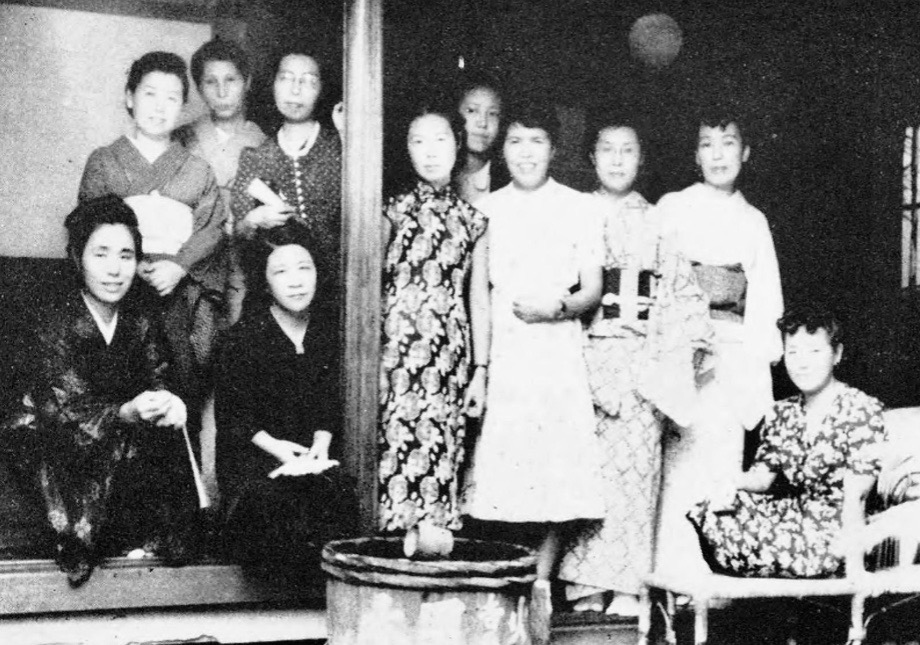
真杉静枝、村岡花子、井上まつ、林芙美子、円地文子、関露、吉屋信子、佐多稲子、宇野千代、三宅艶子ら。1943年、麹町の吉屋の自宅で撮影。

1928年7月、長谷川時雨主宰の『女人芸術』発刊披露の会に出席、林芙美子、平林たい子、片岡鉄兵らを知った。この年はプロレタリア文学運動の全盛期であり、円地もその影響から一時左翼思想に接近、実践には加わらなかったが、片岡とは親しく交際した。10月『女人芸術』に一幕劇「晩春騒夜」を発表し、徳田秋声の賞賛を得る。小山内にも認められ、早速12月築地小劇場で初演されて好評を博すも、その最終日の25日に、小山内は、上田家（円地文子の実家）が日本橋偕楽園に招いた祝宴の席上で、狭心症のため急逝。円地は衝撃を受ける。後に、この時期の生活は『散文恋愛』『朱を奪うもの』などの自伝的作品に何度も描かれた。その後も、『女人芸術』のほか『新潮』、『文藝春秋』、『火の鳥』などに戯曲を書いた。
1930年3月27日、東京日日新聞の記者円地与四松（34歳）と結婚。鎌倉材木座、小石川区（現・文京区）表町109を経て、中野区江古田4-1559に居を構えた。この間の1932年9月12日長女素子を出産する。1935年4月、寺田寅彦の紹介で処女戯曲集『惜春』が岩波書店より刊行され、小宮豊隆からは好意的な評価を得た。同月片岡鉄兵、荒木巍の紹介で、『日暦』同人となり、高見順や大谷藤子、渋川驍、新田潤、矢田津世子、田宮虎彦らを知った。以後小説への意欲が強まり、翌年1月には初めての小説となる短篇「社会記事」を同誌に発表。『日暦』同人が武田麟太郎編集の『人民文庫』に合流すると、同誌の同人となり、以来『日暦』『人民文庫』の他、『婦人之友』や『文学界』、『中央公論』、『文学者』などに小説・評論を書き続けた。もっとも、この間小説家としての道は決して平坦なものではなく、不遇時代が長く続いた。1937年、支那事変（日中戦争）が勃発。夫与四松は新聞社を定年前に退職し、同年10月26日には、父萬年が直腸癌により死去。翌年4月自身も結核性乳腺炎のために東大病院に入院、手術を受けた。この時期、円地は、多くの売れない女流作家と同様に、少女小説や古典随筆を書いて糊口を凌いだ。
1941年1月3日、海軍文芸慰問団の一員として長谷川時雨、尾崎一雄ら十数名と広州方面から海南島を廻って2月11日まで1か月余旅行する。1943年10月、日本文学報国会の一員として朝鮮総督府に招聘され、深田久弥らと北朝鮮に旅行した。

### 戦後

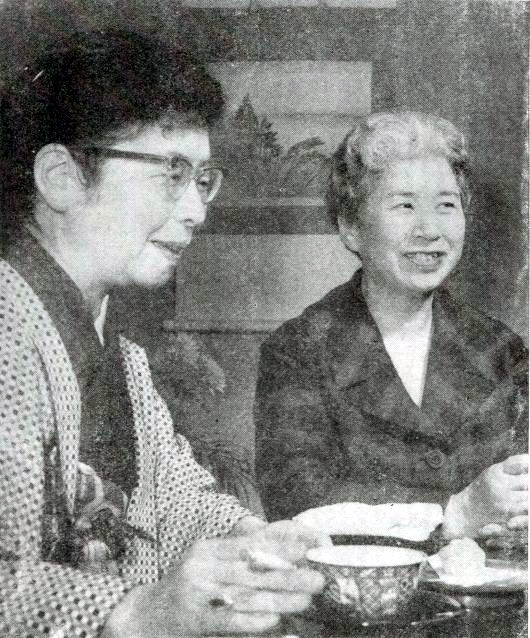
円地（左）と挿絵画家の森田元子（右）

1945年5月25日、中野の家が空襲に遭い、家財蔵書の一切を焼失。7月軽井沢の別荘に疎開し、同地で終戦を迎えた。冬を過ごした後の1946年4月、上京して母が隠居する谷中清水町17番地に戻る。戦後の窮迫生活を乗り越え、文壇に復帰しようとするも、11月子宮癌により東大病院に入院、手術を受けた。手術は成功したものの、患部が化膿し、さらに肺炎を併発、数度生死の境を彷徨い、以来療養は長く続いた。
ところで、戦後の出版ブームによって、この頃円地にも戦前の著作の再版が度々持ち掛けられていた。円地はそれらを全て断っていたが、例外的に、戦時中に刊行した少女小説『朝の花々』の再版（1947年偕成社刊）だけは了承した。それを契機に、経済的理由から当時隆盛であった少女小説の書下ろしを依頼され、以後数年間のうちに10冊以上書いた。しかし、そのために健康回復後も、少女小説家のレッテルが張られることとなり、また旧知の編集者は出版界に殆どいなくなっていて、作品を持ち込んでも文芸誌に掲載してもらえない苦しい時期が続いた。
それでも円地は小説を書き続け、1951年、河盛好蔵の尽力により『小説新潮』に「光明皇后の絵」が掲載されると、以後は年に数度同誌を中心に注文を受けるようになった。名作『女坂』の冒頭部分が書かれたのはちょうどこの時期である。しかし、文芸誌や綜合雑誌に執筆する機会には恵まれず、その中で『中央公論』の編集者笹原金次郎や古山高麗雄らと知り合いになった。そして1953年12月、笹原の勧めで『中央公論』に「ひもじい月日」を発表、『日本読書新聞』で平野謙の賞賛を受け、さらに翌年3月には、第6回女流文学者賞に当選。同年12月中央公論社より短篇集『ひもじい月日』が刊行され、翌月（1955年1月）の『読売新聞』文芸時評で正宗白鳥がこれを高く評価したことが、円地の文壇復帰を決定づけた。次いで、私小説的作品『朱を奪うもの』（1956年5月河出書房刊、以下三部作で1969年第5回谷崎潤一郎賞受賞）も好評を博した。その後も旺盛に執筆。源氏物語、伊勢物語、更級日記、上田秋成もの、あるいは能面などを素材に、古典への深い造詣に裏付けられた円熟の筆致で、女の業や執念、老醜、人生の妖性や神秘性を描いて高い評価を獲得。『女坂』（1957年3月角川書店刊、第5回野間文芸賞受賞）、「妖」や「二世の縁 拾遺」などを収めた短篇集『妖』（同年9月文藝春秋新社刊）、『女面』（1960年7月講談社刊）、『花散里』（1961年4月文藝春秋新社刊）、『傷ある翼』（1962年3月中央公論社刊）、『小町変相』（1965年5月講談社刊）、『なまみこ物語』（同年7月中央公論社刊、第5回女流文学賞受賞）などの代表作を生み、文名を高めていった。とりわけ、傑作との評価が高い短篇「妖」は、円地の文壇的地位を不動のものとした作品である。
また、『女坂』は、円地が1940年頃から構想し、1949年から8年かけて完成させた連作長編である。母方の祖母村上琴の半生をモデルに、封建制の下抑圧された女の自我と愛を描いたもので、掲載中は発表誌の『小説新潮』が中間小説誌であったために時評からはほとんど無視され、新潮社からは単行本の刊行を断られた。しかし、角川書店から「角川小説新書」の一冊として刊行されると、圧倒的な世評を得てベストセラーとなり、また、11月の第5回野間文芸賞に当たっては、石川淳『紫苑物語』、野上弥生子『迷路』、三島由紀夫『金閣寺』、平林たい子『砂漠の花』、谷崎潤一郎『鍵』、吉川英治『新・平家物語』といった有力候補を押さえて当選（宇野千代『おはん』と同時受賞。）、さらに『読売新聞』年末恒例の「ベスト・スリー」では3票を獲得するなど、これによって円地は文壇内外から注目を集めることになった。さらに、『女坂』は"The Waving Years"の題で英訳（1980年）されて話題を呼び、その後『女面』と共に多くの大学の日本文学課程で学ばれる作品となった。
他方で『秋のめざめ』（1957-58年『毎日新聞』連載）『私も燃えてゐる』（1959年『東京新聞』連載）『愛情の系譜』（1960-61年『朝日新聞』連載）などの新聞小説や、『男の銘柄』（1961年『週刊文春』連載）などの週刊誌小説も手掛け人気を博した。
戦後は、戯曲を書くことはなくなっていたが、1955年6月『武州公秘話』（3幕9場）の脚色を手掛けたのを機に、他人の作品の脚色に手を染めるようになった。特に、菊五郎劇団との仕事が多かった。1956年4月3日母鶴子が老衰のため死去。
1957年1月15日アジア文化財団の招きで、平林らと共に7月24日までヨーロッパ各地を旅行した。1964年には、6月9日から7月20日まで、オスロで開催されるペンクラブ大会に出席するために平林らと共に再びヨーロッパ各地を旅行した。その後も1977年9月4日から22日までヨーロッパを旅行している。1970年、ハワイ大学夏期講座で女流文学の講演をするために7月10日から9月18日までハワイに滞在した。
1958年、平林の後任として女流文学者会の会長に就任、以後約18年間会長を務めた。なお、平林と円地は1935年頃からの親友であり、1958年には一緒にアメリカに行っている。
1967年夏、幼少の頃より親しんだ『源氏物語』の現代語訳に着手、文京区関口の目白台アパートに仕事場を定めた（訳業終了により1973年秋上野へ戻った）。5年半の歳月をかけた訳業は1972年に完成。同年9月から翌年6月にかけて新潮社より『円地文子訳源氏物語』全10巻が刊行された。その後も『源氏物語私見』（1974年2月新潮社刊）『江戸文学問わず語り』（1978年9月講談社刊）など源氏物語や古典をテーマとしたエッセイを発表する。なお、1972年11月26日、夫与四松が77歳で死去。
60代、70代に入っても衰えず小説を書き続け、1969年『朱を奪うもの』（前述）『傷ある翼』（同）『虹と修羅』（1968年10月文藝春秋新社刊）の三部作を完成させて谷崎潤一郎賞を、1972年には『遊魂』三部作（1971年10月新潮社刊）で第4回日本文学大賞を受賞。1979年4月に刊行された問題作『食卓のない家』は、連合赤軍事件を背景に家族の崩壊を描いたもので、1985年映画化された。1984年6月、最後の長編となった『菊慈童』を新潮社より刊行。
1970年、日本芸術院会員に選出。1977年9月から翌年12月にかけては『円地文子全集』全16巻が新潮社より刊行された。円地は、1960年代前後各社競って刊行して全盛を迎えたいわゆる日本文学全集において、その殆どに収録される存在であった。また、第1回から就任した谷崎潤一郎賞、女流文学賞はじめ幾つもの文学賞の選考委員を務め、「現代の代表的作家六人が責任と情熱を以て選んだ」（内容見本）ことを売りにした『現代の文学』全43巻（河出書房刊、1963年配本開始）では編集委員も務めた。1979年10月、第29回文化功労者に選出。1985年10月には、女流作家としては野上弥生子以来2人目となる文化勲章（第46回）を受章。名実共に女流文学の第一人者となった。
幼少から身体の弱かった円地は、晩年まで病気に悩まされた。1976年9月、心臓の不調により入院、年末には女流文学者会会長を辞任した。1969年1月、円地は右目網膜剥離のため入院し手術を受けていたが、1985年4月、今度は左眼白内障のために入院し手術を受けた。6月20日には脳梗塞のため右手足不自由となり再び入院。翌年3月25日9か月ぶりに退院し、自宅療養に入るも、5月姉千代の死去に落胆し、歩行訓練も中止する。11月14日、急性心不全のため死去。81歳。翌日自宅にて密葬が行われ、12月2日青山斎場にて本葬。

## 年譜
- 1926年（大正15年） 『ふるさと』で劇作家として活動を開始。小山内薫に師事する。
- 1928年（昭和3年） 最初の戯曲上演の打ち上げの席で小山内が倒れ死去する。
- 1930年（昭和5年） 円地与四松と結婚。
- 1931年（昭和6年） 長女・素子を出産。『日暦』『人民文庫』に参加。
- 1937年（昭和12年） 父死去。
- 1939年（昭和14年） 『東京日日新聞』に『源氏物語私語』を掲載。
- 1946年（昭和21年） 子宮癌で子宮摘出。
- 1953年（昭和28年） 『ひもじい月日』で第6回女流文学者賞を受賞。
- 1957年（昭和32年） 『女坂』で第10回野間文芸賞を受賞。
- 1966年（昭和41年） 『なまみこ物語』で第5回女流文学賞を受賞。
- 1969年（昭和44年） 『朱を奪うもの』『傷ある翼』『虹と修羅』の一連の活動で第5回谷崎潤一郎賞を受賞（自身が選考委員）。
- 1970年（昭和45年） 日本芸術院会員に選出。
- 1972年（昭和47年） 『円地文子訳源氏物語』刊行開始。『遊魂』三部作で第4回日本文学大賞受賞。
- 1979年（昭和54年） 文化功労者顕彰。
- 1985年（昭和60年） 文化勲章受章。
- 1986年（昭和61年） 急性心不全で谷中清水町（東京都台東区池之端）の自宅で死去、81歳。谷中霊園に葬られる。

## 作品リスト

### 単著
- 『惜春  短篇戯曲集』 岩波書店、1935年
- 『女坂 — 随筆集』 人文書院、1939年
- 『女の冬』 春陽堂、1939年
- 『風の如き言葉』 竹村書房、1939年
- 『春寂寥』 むらさき出版部（むらさき学芸叢書）、1939年
- 『日本の山』 中央公論社（新作長篇叢書）、1940年
- 『天の幸・地の幸』 むらきさ出版部、1940年
- 『南枝の春』 万里閣、1941年
- 『朝の花々』 偕成社、1942年
- 『南支の女』 古明地書店、1943年
- 『三色菫』 偕成社、1948年
- 『谷間の灯』 偕成社、1948年
- 『朝の花々』 偕成社、1949年
- 『母いまさば』 偕成社、1949年
- 『白鳥のふるさと』 ポプラ社、1949年
- 『帰らぬ母』 金の星社、1949年
- 『真珠貝』 偕成社、1949年
- 『雪割草』 大泉書店、1949年
- 『母月夜』 江川みさお挿絵、ポプラ社、1951年
- 『荒野の虹』 偕成社、1951年
- 『古典文学教室』 ポプラ社（少年少女知識文庫）、1951年
- 『麗わしき母』 偕成社、1951年
- 『あの星この花』 偕成社、1953年
- 『母呼鳥』 ポプラ社、1953年
- 『雪割草』 江川みさお挿絵、ポプラ社、1953年
- 『白ゆりの塔』 偕成社、1954年
- 『ひもじい月日』 中央公論社、1954年、のち角川文庫
- 『春待つ花』 江川みさお挿絵、ポプラ社、1955年
- 『涙の明星』 ポプラ社、1955年
- 『明日の恋人』 鱒書房（コバルト新書）、1955年
- 『朱を奪ふもの』 河出書房（河出新書）、1956年、のち新潮文庫、講談社文芸文庫
- 『霧の中の花火』 村山書店、1957年
- 『妻の書きおき』 宝文館、1957年
- 『太陽に向いて 向日葵のように』 東方社、1957年
- 『妖』 文藝春秋新社、1957年、のち新潮文庫
- 『女坂』 角川小説新書、1957年、のち角川文庫、新潮文庫
- 『女ことば』 角川新書、1958年
- 『秋のめざめ』 毎日新聞社、1958年、のち角川文庫、集英社文庫 - 『毎日新聞』夕刊連載、
- 『女面』 講談社、1958年、のち新潮文庫
- 『二枚絵姿』 大日本雄弁会講談社、1958年
- 『薄明のひと』 角川書店、1959年
- 『妻は知っていた』 講談社、1959年
- 『東京の土』 文藝春秋新社、1959年
- 『欧米の旅』 筑摩書房、1959年
- 『女の秘密』 新潮社、1959年
- 『私も燃えてゐる』 中央公論社、1960年、のち角川文庫、集英社文庫
- 『男というもの』 講談社、1960年
- 『高原抒情』 雪華社、1960年
- 『離情』 中央公論社、1960年、のち集英社文庫
- 『恋妻』 新潮社、1960年
- 『女舞』 秋元松代構成、講談社、1960年
- 『愛情の系譜』 新潮社、1961年、のち角川文庫
- 『花散里』 文藝春秋新社、1961年、のち講談社文庫
- 『迷彩』 光文社カッパ・ノベルス、1961年
- 『南の肌』 新潮社、1961年、のち集英社文庫
- 『女を生きる』 講談社、1961年
- 『男の銘柄』 文藝春秋新社、1962年、のち集英社文庫
- 『傷ある翼』 中央公論社、1962年、のち新潮文庫、講談社文芸文庫
- 『霧に消えた人』 光文社カッパ・ノベルス、1962年
- 『女帯』 角川書店、1962年、のち集英社文庫
- 『終の棲家』 講談社、1962年、のち集英社文庫
- 『女の繭』 講談社、1962年、のち角川文庫
- 『やさしき夜の物語』 集英社、1962年、のち集英社文庫
- 『小さい乳房』 河出書房新社、1962年
- 『雪折れ』 中央公論社、1962年
- 『現代好色一代女』 講談社、1963年
- 『月愛三昧』 集英社、1963年
- 『鹿島（ししじま）綺譚』 文藝春秋新社、1963年、のち角川文庫、集英社文庫
- 『この酒盃を』 中央公論社、1963年
- 『結婚相談』 文藝春秋新社（ポケット文春）、1963年
- 『女の淵』 集英社、1964年
- 『仮面世界』 講談社、1964年
- 『雪燃え』 新潮社、1964年、のち集英社文庫
- 『焔の盗人』 文藝春秋新社（ポケット文春）、1964年、のち集英社文庫
- 『旅よそい』 三月書房、1964年
- 『古典文学入門』 ポプラ社（入門百科）、1965年
- 『円地文子文庫』全8巻、講談社、1965年
- 『なまみこ物語』 中央公論社、1965年、のち新潮文庫、「なまみこ物語 源氏物語私見」講談社文芸文庫
- 『人形姉妹』 集英社、1965年、のち集英社文庫
- 『賭けるもの』 新潮社、1965年、のち集英社文庫
- 『小町変相』 講談社、1965年、のち集英社文庫
- 『あざやかな女』 新潮社、1965年、のち集英社文庫
- 『樹のあはれ』 中央公論社、1966年
- 『千姫春秋記』 講談社、1966年、のち角川文庫
- 『琴爪の箱』 東方社、1966年
- 『またしても男物語』 サンケイ新聞社出版局、1967年
- 『生きものの行方』 新潮社、1967年
- 『ほくろの女』 東方社、1967年
- 『夜の花苑』 講談社、1968年
- 『虹と修羅』 文藝春秋、1968年、のち新潮文庫、講談社文芸文庫
- 『灯を恋う 随筆集』 講談社、1968年
- 『からねこ姫』 潮出版社、1969年
- 『菊車』 新潮社、1969年
- 『遊魂』 新潮社、1971年
- 『春の歌』 講談社、1971年
- 『女人風土記』 平凡社、1972年
- 『源氏物語私見』 新潮社、1974年、のち新潮文庫
- 『源氏物語の世界・京都』 平凡社（歴史と文学の旅）、1974年
- 『花食い姥』 講談社、1974年
- 『源氏歌かるた』 徳間書店、1974年
- 『都の女』 集英社、1975年、のち集英社文庫
- 『本のなかの歳月』 新潮社、1975年
- 『川波抄』 講談社、1975年、のち『川波抄・春の歌』として文庫
- 『兎の挽歌』 平凡社、1976年
- 『彩霧』 新潮社、1976年
- 『渦』 集英社、1978年、のち集英社文庫
- 『江戸文学問わず語り』 講談社、1978年、のちちくま文庫、講談社文芸文庫
- 『四季の記憶 随筆集』 文藝春秋、1978年
- 『食卓のない家』 新潮社、1979年、のち新潮文庫、読売新聞社、中公文庫
- 『砧』 文藝春秋、1980年
- 『花信 随想集』 海竜社、1980年
- 『四季の夢』 作品社、1980年
- 『私の愛情論』 主婦と生活社、1980年
- 『鴉戯談』 中央公論社、1981年、のち中公文庫
- 『国文学貼りまぜ』 講談社、1983年
- 『男と女の交差点』 海竜社、1983年
- 『円地文子紀行文集』全3巻、平凡社、1984年
- 『うそ・まこと七十余年』 日本経済新聞社、1984年
- 『菊慈童』 新潮社、1984年、のち新潮文庫
- 『女形一代  七世瀬川菊之丞伝』 講談社、1986年（モデルとなったのは六代目中村歌右衛門で、前進座の七代目瀬川菊之丞とは無関係）
- 『雪中群烏図  続鴉戯談』 中央公論社、1987年
- 『夢うつつの記 遺作中篇』 文藝春秋、1987年

### 共著
- 『古典夜話  けり子とかも子の対談集』 白洲正子共著、平凡社、1975年、新潮文庫、2013年
- 『有縁の人々と 対談集』 文藝春秋、1986年
- 『源氏物語のヒロインたち 対談』 講談社、1987年、のち講談社文庫

## 翻訳・現代語訳
- 『おとぎ草子物語』 著者不詳、小学館（少国民日本文学）、1943年
- 『スペードの女王』 プーシキン著、ポプラ社、1950年
- 『ウイリアム・テル』 シラー著、偕成社（世界名作文庫）、1951年
- 『歌舞伎物語』 山崎紫紅著、偕成社（世界名作文庫）、1953年
- 『竹取物語』 著者不詳、ポプラ社（世界名作物語）、1954年
- 『今昔物語』 著者不詳、講談社（世界名作全集）、1956年
- 『全講「和泉式部日記」』 和泉式部著、鈴木一雄共訳、至文堂、1965年
- 『源氏物語』全10巻 紫式部著、新潮社、1972–73年、のち新潮文庫、集英社文庫
- 『夜半の寝覚』 著者不詳（菅原孝標女？）、河出書房新社（日本古典文庫）、1976年
- 『「雨月物語」「春雨物語」』 上田秋成著、河出書房新社（日本古典文庫）、1976年、のち河出文庫
- 『「蜻蛉日記」「和泉式部日記」— 王朝日記集』 藤原道綱母・和泉式部著、筑摩書房、1977年、のち筑摩文庫

- 『円地文子全集』全16巻  新潮社、1977–80年
  - 第1巻 - 初期作品
  - 第2巻 -『癈園』『レコード』『光明皇后の絵』ほか
  - 第3巻 -『髪』『高野山』『別荘あらし』『信天翁』ほか
  - 第4巻 -『小さい乳房』『しゅん』『夫婦』『ある江戸っ子の話』『めくら鬼』
  - 第5巻 -『菊車』『柿の実』『紫獅子』『半世紀』『うしろすがた  浅間彩色』『指』『狐火』『遊魂』『蛇の声』『潜』
『春の歌』『宝石』『老人たち』『冬の旅』『歴史』『墓の話』『花食い姥』『猫の草子』『新うたかたの記』『川波抄』
  - 第6巻 -『女坂』『女面』『花散里』『終の棲』
  - 第7巻 -『秋のめざめ』『愛情の系譜』
  - 第8巻 -『私も燃えている』『南の肌』
  - 第9巻 -『女の繭』『鹿島綺譚』『雪燃え』
  - 第10巻 -『女帯』『千姫春秋記』
  - 第11巻 -『賭けるもの』『あざやかな女』
  - 第12巻 -『朱を奪うもの』
  - 第13巻 -『小町変相』『なまみこ物語』『彩霧』
  - 第14巻 -『女詩人』『偽詩人』『変化女房』『八尋白鳥』『源氏物語葵の巻』『木下長嘯子』『花方』『いのち』
『歌のふるさと』『花光物語』『ますらを』『〈随筆〉女人風土記』
  - 第15巻 -『欧米の旅』『女の秘密』『女を生きる』『旅よそい』
  - 第16巻 -『灯を恋う』『本のなかの歳月』『源氏物語私見』

## 復刊
- 『妖・花食い姥』 講談社文芸文庫、1997年
- 『春寂寥』 ゆまに書房（近代女性作家精選集 19）、1999年
- 『天の幸・地の幸』 ゆまに書房（近代女性作家精選集 20）、1999年
- 『日本の山』 ゆまに書房（近代女性作家精選集 39）、2000年
- 『春秋』 ゆまに書房（近代女性作家精選集 40）、2000年
- 『南支の女』 ゆまに書房（戦時下の女性文学 13）、2002年

## 評伝
- 亀井秀雄・小笠原美子『円地文子の世界』 創林社、1981年
- 古屋照子『円地文子 妖の文学』 沖積舎、1996年
- 『円地文子 うそ・まこと七十余年／半世紀』小林富久子編、作家の自伝 72：日本図書センター、1998年
- 富家素子『母・円地文子』 新潮社、1989年
- 富家素子『童女のごとく 母円地文子のあしあと』 海竜社、1989年
- 野口裕子『円地文子－人と文学』日本の作家100人：勉誠出版、2010年